# 影の軍隊
『影の軍隊』（かげのぐんたい、原題：L' ARMEE DES OMBRES）は1969年のフランス映画。主演はリノ・ヴァンチュラ。共演はジャン＝ピエール・カッセルやシモーヌ・シニョレなど。ナチス・ドイツに反抗したフランスのレジスタンスを描いた作品である。

## ストーリー
第二次世界大戦中のナチス・ドイツ占領下のフランス、フィリップ・ジェルビエはドイツ軍に逮捕され、収容所に入れられる。ジェルビエは、共産主義者の青年ルグランから収容所からの脱走の計画を相談されるが、しかしその前に収容所からドイツ軍にホテルへ連行される。そのホテルで隙を付いて見張りのドイツ兵を殺し、先に逃がした男を囮として脱出に成功したジェルビエは、床屋に駆け込み、難を逃れる。
マルセイユで同志のフェリックス・ルペルク、ル・"ビゾン”、ル・"マスク”などと合流したジェルビエは、密告した裏切り者のポール・ドゥナを処刑する。同志の一人、フェリックス・ルペルクはバーで旧友でプレイボーイのジャン=フランソワ・ジャルディと再会し、彼をレジスタンスへと誘う。ジャン=フランソワはパリへ、名高い女闘士マチルドに無線機を届け、そのついでに哲学者で美食家の兄リュック・ジャルディと久しぶりに時を過ごす。
イギリスの潜水艦に乗船するジェルビエと同志たちに協力したジャン=フランソワは、潜水艦にボスを乗せるのを手伝うが、そのレジスタンスの指導者が兄のリュック・ジャルディであることには気付かない。
ロンドンの自由フランスの本部で、フィリップ・ジェルビエとリュック・ジャルディは英国政府から武器や戦闘機の供与を断られるが、通信面での協力を受けたことを知る。リュック・ジャルディは自由フランスから勲章を受け、ジェルビエとともに映画『風とともに去りぬ』を見たりして時間を過ごし、次の指令を待つ。その間もジェルビエはロンドンでのドイツ軍の空襲に遭遇するが、イギリスの若い兵士たちは変わらぬ日常を過ごしていた。
一方、フランスでフェリックス・ルペルクがゲシュタポに拘束され、拷問を受ける。知らせを受け取ったジェルビエは、急遽、飛行機で、地上からの攻撃を受けながらもパラシュートでフランスに帰国する。
リヨンでは、ジェリビエの右腕と言われるまでになったマチルドが、タロワール男爵の邸宅の敷地を滑走路として借りて、イギリスからの応援を飛行機で受け入れる。
ルペルクを救出するために大胆な計画を立てるが、それを聞いたジャン=フランソワは辞任し、ゲシュタポに匿名の手紙を書き、わざと収容所に入れられて、ルペルクに作戦を伝えようとする。
男爵は射殺され、ジャン=フランソワが拷問を受ける中、マチルドらは変装して偽造した書類を用意して収容所へ潜入、ルペルクらを別の収容所へと移送させようとするが、収容所の軍医が反対し、計画は失敗。断念したジャン=フランソワは、辛うじて生きているという状態のルペルクに自殺用の青酸カリを与える。
ジェルビエがゲシュタポに指名手配されていることを知ったマチルドは、ジェルビエにロンドンへの脱出を促すが、無視したジェルビエは直後に逮捕される。ドイツ軍に処刑される直前に、過去を振り返るジェルビエ。もはや最後と思っていた彼を救ったのは、知略にすぐれたマチルドであった。
それからしばらくたった頃、隠れ家で休養を取っていたジェルビエを、リュック・ジャルディが訪ねてきて、マチルドが逮捕されたことを告げる。娘の写真を持っていたマチルドは、ドイツ軍に弱みを握られる。ビゾン、マスクも訪ねてきて、彼女の釈放後に同志が2名捕まった事を報告する。2人が反対する中、マチルドを消すように指示するジャルディ。一触即発になるところをリュック・ジャルディが現れ、射殺されるのが彼女の希望だと伝える。
パリのエトワール広場を一人歩くマチルドに、ジャルディ、ジェルビエ、ビゾン、マスクが車で待ち受け、ビゾンが弾丸を浴びせる。最後の字幕で、射殺した4名もそれぞれ非業の死を遂げたことを記して終わる。

## キャスト
※括弧内は日本語吹替（初回放送1973年12月3日『月曜ロードショー』）
- フィリップ・ジェルビエ：リノ・ヴァンチュラ（中村俊一）
- リュック・ジャルディ：ポール・ムーリス（生井健夫）
- ジャン=フランソワ・ジャルディ：ジャン＝ピエール・カッセル
- マチルド：シモーヌ・シニョレ
- ル・"マスク”：クロード・マン
- フェリックス・ルペルク：ポール・クローシェ
- ル・"ビゾン”：クリスチャン・バルビエ
- 床屋：セルジュ・レジアーニ
- パシー大佐（アンドレ・ドゥバブリン）：アンドレ・ドゥバブリン（本人）
- ルグラン：アラン・ドゥコック
- 収容所の所長：アラン・モテ
- ポール・ドゥナ：アラン・リボール
- タロワール男爵：ジャン・マリー・ロバン
- 憲兵：アルベール・ミシェル
- 軍医：ドゥニ・サディエ
- プレシ大佐：ジョルジュ・セリエ
- ボナフー：マルコ・ペラン
- オーベール：ユベール・ド・ラパロン
- 英国空軍兵：コリン・マン
- 英国空軍少佐：アンソニー・スチュアート
- 愛国者：ミシェル・フルトー

## 日本語文献
- ルイ・ノゲイラ『サムライ　ジャン＝ピエール・メルヴィルの映画人生』井上真希訳、晶文社、2003年
- 古山敏幸『映画伝説 ジャン＝ピエール・メルヴィル』フィルムアート社、2009年、ISBN 978-4845909407